# Bekamaladinni, Hungund
Bekamaladinni là một làng thuộc tehsil Hungund, huyện Bagalkot, bang Karnataka, Ấn Độ.